# Viggo Mortensen
Viggo Mortensen (New York, 20. listopada 1958.), dansko-američki filmski glumac, poznat po ulozi Aragorna u filmskoj trilogiji Gospodar prstenova.

## Gospodar prstenova
U filmskoj trilogiji Gospodar prstenova Petera Jacksona Aragorna je utjelovio Viggo Mortensen. Zanimljivo je da je na set prvo pozvan Stuart Townsend ali je redatelj, nakon mjesec dana proba, zaključio da je on premlad i na snimanje pozvao Mortensena. U filmskoj verziji, Aragorn mora prevladati sumnju u vlastite sposobnosti da vlada kraljevstvom. Međutim, takva sumnja ne postoji. 
Uloga Aragorna je prvotno bila ponuđena Daniel Day-Lewisu ali ju je odbio.

## Kratka biografija
Otac mu je Danac, a majka Amerikanka. Rano djetinjstvo proveo je na Manhattanu. Njegova obitelj često se selila tako da je nekoliko godina proveo živeći u Venezueli, Argentini i Danskoj. Glumiti je počeo u New Yorku uz Warrena Robertsona. Nastupio je u nekoliko priredbi i filmova te se preselio u Los Angeles gdje mu je glumačka karijera puno brže napredovala. Karijeru mu je obilježio stabilan niz dobro odrađenih poslova. Ima sina Henryja s poznatom američkom punk pjevačicom Exene Crvenkom s kojom je proveo 11 godina u braku.

## Filmografija
- Nikolai - "Ruska obećanja" (Eastern Promises) (2007.)
- Diego Alatriste y Tenorio - "Alatriste" (Alatriste) (2006.)
- Tom Stall - "Povijest nasilja" (A History of Violence) (2005.)
- Frank Hopkins - "Hidalgo" (Hidalgo) (2004.)
- Hoyteck (dao je glas) - Live Freaky Die Freaky (2003.)
- Eddie Boone - "28 dana" (28 Days) (2000.)
- Walker Jerome - "Šetnja po mjesecu" (A Walk on the Moon) (1999.)
- Samuel 'Sam' Loomis - "Psiho" (Psycho) (1998.)
- David Shaw - Savršeno umorstvo (A perfect murder) (1998.)
- Master Chief John Urgayle - "G.I. Jane" (G.I.Jane) (1997.)
- Lucifer - "Proročanstvo" (The Prophecy) (1995.)

## Vanjske poveznice
- Viggo Mortensen u internetskoj bazi filmova IMDb-u (engl.)